# Iffou
Iffou ist eine Verwaltungsregion der Elfenbeinküste im Distrikt Lacs mit der Hauptstadt Daoukro. Sie wurde 2011 gegründet.
Laut Zensus 2014 leben in der Region 311.642 Menschen.
Die Region ist in die Départements Daoukro, M’Bahiakro, Ouellé und Prikro eingeteilt.